# Пачовський Микола Ярославович
Мико́ла Яросла́вович Пачо́вський (22 січня 1894, Велика Березовиця біля Тернополя — 17 липня 1968, Вашингтон) — український військовик, громадський і кооперативний діяч. Стрілець УСС, хорунжий війська ЗУНР (УГА). В числі перших підняв фану (прапор) України над Ратушею Львова 1 листопада 1918 року.

## Життєпис
Батько працював залізничним інженером, стрийко — доктор Василь Пачовський. Навчався в українській гімназії і торговій школі у Львові.
1914 року в перших числах загальної мобілізації зголошується до Українських Січових Стрільців — воював у сотні Чмоли, опісля — Андрія Мельника. Брав бойову участь у всіх походах усусусів.
Поранений у бою — під Семиківцями, згодом — на Лисоні, втретє — під Конюхами. Полонений, після двох складних операцій майже рік підліковувався в шпиталі у Нижньому Новгороді.
Восени 1917 або 1918 року йому вдається втекти з полону, потрапляє до табору військових у Скнилові під Львовом.
У Львові зголошується в розпорядження сотника Дмитра Вітовського, по наказу якого вночі з 31 жовтня на 1 листопада із 4-ма помічниками і вивішує на вежі львівської ратуші синьо-жовтий прапор. Серед тих стрільців, що «прив'язували до линовки машту прапор», були ще гімназист Микола Коник, Лев Ґец і Степан Паньківський.
Під час відходу зі Львова війська ЗУНР стає оборонцем державної фани, з нею проходить і бої з польським військом, і з московським. У червні 1919 року підвищений до рангу хорунжого.
1920 року перехворів плямистим тифом, по одужанні спрямований до Херсонської дивізії генерала Антіна Кравса. В часі відступу переходить в її складі до Чехословаччини.
Навчався, пройшов вищий курс діловодства, поштово-телеграфічний. Працював у таборових театральних секціях.
1926 року повертається до Львова, наприкінці 1927 року одружується. Родина переїзить до Чорткова. Тут він працює у Чортківському Повітовому союзі кооператив, активно співпрацює у філії товариств «Просвіта» і «Рідна школа».
За перших більшовиків у 1939—1941 працював на канцелярській посаді у Чорткові, після приходу німців — в Управі міста як головний книговод і комунальний референт.
1944 року виїхав з дружиною та донькою через Угорщину та Австрію, дістався до табору біженців в Аугсбурзі. Продовжив брати активну участь у суспільно-культурних організаціях. 1950 року з родиною виїхав до США. На громадських засадах зібрав більше 1000 добірних книжок для суспільної бібліотеки. Був членом УНСоюзу, Братства УСС, Об'єднання Українців у Вашингтоні, Об'єднання бувших вояків-українців в Америці.